# 妖術師の帰還
『妖術師の帰還』（ようじゅつしのきかん、原題：英: The Return of the Sorcerer）は、アメリカ合衆国のホラー小説家クラーク・アシュトン・スミスによる短編ホラー小説。『ストレンジ・テールズ』1931年9月号に掲載された。
クトゥルフ神話の1つであり、ネクロノミコンが登場する。

## 執筆の経緯
ハワード・フィリップス・ラヴクラフトと交流の深いフランク・ベルナップ・ロングは、1928年に『喰らうものども』という作品を発表しており、この作品は冒頭にラヴクラフトが創造した文献「ネクロノミコン」からの引用文を掲げた、非ラヴクラフトによるクトゥルフ神話作品第1号であった。またラヴクラフトはスミスとも交流しており、スミスの『サタムプラ・ゼイロスの物語』の原稿を正式発表前に読んで邪神ツァトゥグァを気に入り、『闇に囁くもの』でツァトゥグァに言及する。
スミスによる本作は、ロングの『喰らうものども』とは異なり、ネクロノミコンが作中のアイテムとして実際に登場する。ラヴクラフトが自作をスミス作品に接続する一方で、スミスの方もまた同じことを行ったのである。また、当時ラヴクラフトやロングの作品は主に『ウィアードテールズ』に掲載されていたが、本作品が発表されたのは『ストレンジ・テールズ』という別の雑誌である。作家の枠も雑誌の枠も超えて、複数の世界観を巻き込んだクトゥルフ神話が始まる。
ラヴクラフトは『ネクロノミコンの歴史』という作品を執筆しており、ネクロノミコンの原題を「アル・アジフ」とするなど、基本設定を定めている。ロング『喰らうものども』のネクロノミコンは、ジョン・ディー博士による英語版とされ、また本作のネクロノミコンはアラビア語版という設定となっている。ラヴクラフトはまたスミスが創造した「エイボンの書」にさえ各言語版の題名を拵えたのだが、対するスミスの方は魔道書の題名には無頓着で、（設定上非英語文献であるそれらを）単に「Necronomicon」「Book of Eibon」と呼び続けた。スミスの翌1932年の『名もなき末裔』にも、ネクロノミコンからの引用がある。
時系列を記す。
- HPラヴクラフト『ネクロノミコンの歴史』1927年執筆
- FBロング『喰らうものども』WT1928年7月号発表。非ラヴクラフトによるクトゥルフ神話作品第1号
- CAスミス『サタムプラ・ゼイロスの物語』1929年執筆
- HPラヴクラフト『闇に囁くもの』1930年執筆、WT1931年8月号発表[注 1]
- CAスミス『妖術師の帰還』（本作）ST1931年9月号発表
- CAスミス『サタムプラ・ゼイロスの物語』WT1931年11月号発表
- CAスミス『名もなき末裔』ST1932年6月号発表

東雅夫は「バラバラ死体のまま這いずってくる妖術師という鬼気せまるイメージが印象的な呪術合戦小説。神話大系の一側面である<妖術師物語>としての展開を予感させる作品であり、スミスはその後、ヒューペルボリアの大魔導士エイボンをはじめとする、魅力的な妖術師たちの物語を書き継いでゆく」と解説している。

## あらすじ
失業中のぼくは、アラビア語のスキルを買われて、ジョン・カーンビイの住込秘書に採用される。学究肌の隠者であるカーンビイの邸宅は、まるで手入れされず伸び放題の蔦に覆われていた。陰気な彼は、弟が長い旅に出てしまい、助手が欲しかったと語る。カーンビイの部屋は、正に妖術師の工房のイメージそのままであった。彼は悪魔崇拝と妖術を仕事にしていると説明し、自分は科学者であり妖術など信じていないと強調するも、ぼくは彼が心の底では信じ切っていると確信を抱き、加えて何らかの恐怖に取り憑かれ神経を病んでいると判断する。
カーンビイの研究は、ネクロノミコンのアラビア語原典を重要なデータソースとするのだという。彼はオラウス・ウォルミウスのラテン語版には遺漏と誤訳が多いと語るも、ぼくにしてみれば伝説の稀覯書が実在したことの方が驚きであった。ぼくはカーンビイが指示した箇所を翻訳して読み上げる。曰く「死んだ妖術師が、切り刻まれようが、意志の力で蘇り、他者に害を為す」、ぼくは常軌を逸したたわごとと一蹴するも、カーンビイは恐怖もあらわな表情を浮かべているので、ぼくは慄然とする。別のくだりを翻訳して教えると、カーンビイは書き留める。廊下からは何かがずるずると滑るような音が聞こえ、挙動不審のカーンビイは鼠と説明する。
カーンビイは、ぼくが翻訳した「最高の呪文」を試すも、無駄に終わる。
ぼくは人間の手首、足、前腕などが這って動いているのを目撃し、吐き気を催す。悪魔崇拝者ジョン・カーンビイは、嫉妬心から双子の弟ヘルマンを殺し、バラバラに解体して別々の場所に埋めたことを告白する。首は研究室の戸棚に閉じ込めているが、バラバラにした体が毎晩動き回っているのだという。ぼくは辞職させてもらうと宣言し、カーンビイの哀願を無視して荷造りを始める。すると、カーンビイの研究室から悲鳴が響く。ぼくが戻ると、研究室のドアが破られており、「ノコギリを持った首なしの男」の影が見える。ぼくが部屋に入ることも退くこともできないまま立ち尽くしていると、何かを行っていた影がゆるやかに分解して消え去る。ぼくが意を決して部屋に入ると、人間2人のバラバラ死体が転がっていた。一人分は血まみれで、もう一人分は土にまみれ腐敗が始まっている。戸棚の上からは、ジョン・カーンビイに瓜二つの腐りかけた生首が、床の肉塊を見下ろしていた。

## 主な登場人物・用語
- オーグダン（ぼく） - 語り手。アラビア語の知識があったために、ジョン・カーンビイの秘書に採用される。
- ジョン・カーンビイ - 陰鬱な学者。悪魔崇拝と妖術の徒。
- ヘルマン・カーンビイ - 黒魔術師として、兄よりもずっと優れていた。10日前、兄に殺され、解体される。
- 「ネクロノミコン」アラビア語原典 - アブドゥル・アルハザードによる伝説の著作。入手不可能と言われている。

## 収録
- 青心社『クトゥルー3』三宅初枝訳、「妖術師の帰還」
- 青心社『クトゥルーVI 幻妖の創造』三宅初枝訳「妖術師の帰還」
- 創元推理文庫『アヴェロワーニュ妖魅浪漫譚』大瀧啓裕訳、「妖術師の帰還」
- 新人物往来社『暗黒の祭祀』米波平記訳、「魔術師の復活」

## 関連作品
- ネクロノミコンの歴史 - HPラヴクラフト作。原典がアラビア語であること、原題が「アル・アジフ」であること等が説明される。
- 喰らうものども - FBロング作。ネクロノミコンからの引用がある。非ラヴクラフトによるクトゥルフ神話第1号。
- 名もなき末裔 - CAスミス作。ネクロノミコンからの引用がある。